# 雷定三世
雷定三世（拉丁語：Caelestinus PP. III；約1106年—1198年1月8日）原名雅欽多·博博內（Giacinto Bobone），1191年4月10日當選教宗，同年4月14日即位至1198年1月8日為止。
1191年他为神圣罗马帝国皇帝亨利六世加冕，亨利为此在之前割让了图斯库卢姆。同年亨利六世在为妻子康斯坦丝皇后争夺西西里王位时落败，康斯坦丝被侄子西西里国王坦克雷迪俘虏，亨利六世向教宗抱怨此事，雷定三世以承认坦克雷迪为条件，并威胁如不照办就对坦克雷迪施以绝罚，迫使坦克雷迪将康斯坦丝送到罗马。雷定三世不希望神圣罗马帝国和西西里王国联合处于共主统治下，希望通过挟持康斯坦丝施压亨利迫其就范，但神圣罗马帝国士兵在教宗国边境将康斯坦丝救走。
后来雷定三世以亨利六世囚禁英格兰国王理查一世为由，几乎对其施以绝罚。
他在死前不久辞去教宗并推荐若望·迪圣保洛總主教代任，但不被准许。

## 譯名列表
- 塞萊斯廷三世、塞莱斯廷三世：《世界人名翻譯大辭典》1993年版作塞莱斯廷。
- 三世：香港天主教教區檔案　歷任教宗作。
- 切萊斯廷三世、切莱斯廷三世：大英綫上繁體中文版[]作切萊斯廷。
- 西勒士丁三世：中国大百科智慧藏　外國人名譯名對照表[]作西勒士丁。